# Улица Александра Тышлера
Улица Александра Тышлера (укр. Вулиця Олександра Тишлера) — улица в Мелитополе. Начинается от улицы Ломоносова и заканчивается на улице Чайковского.
Состоит преимущественно из частного сектора. Покрытие асфальтное.

## Название
Улица названа в честь Александра Григорьевича Тышлера (1898—1980) — живописца, графика, театрального художника, скульптора, уроженца Мелитополя.
Также в Мелитополе есть переулки Александра Тышлера и 2-й Александра Тышлера.

## История
Точный возраст улицы установить сложно. Под своим предыдущим названием, улица Котовского, она впервые упоминается 17 июля 1929 года в постановлении мелитопольского горсовета об упорядочивании названия улиц (в 1929 году к Мелитополю было присоединено несколько новых территорий, из-за чего появилось множество улиц с одинаковыми названиями; также продолжалось переименование «нейтральных» улиц в честь советских политических деятелей). В результате данного постановления Богадельная улица стала называться улицей Котовского. В свою очередь, Богадельная улица впервые упоминается в мае того же года в списке частновладельческих домостроений.
21 октября 1965 года конечный участок улицы, выходящий к железной дороге и располагающийся между улицами Чайковского и Северо-Линейной, был выделен в отдельный переулок Штевнёва. В апреле того же года в честь Штевнёва также была переименована Путейская улица.
В 2016 году улицу переименовали, согласно закону о декоммунизации, в честь Александра Тышлера.

## Транспорт
По улице Александра Тышлера проходит три автобусных маршрута:
- № 7 (ж/д вокзал — ул. Героев Украины);
- № 16А (Моторный завод — Лесопарк);
- № 27 (Межрайбаза — Лесопарк).

## Галерея
|                         |  |                           |
| выезд на ул. Ломоносова |  | начало от ул. Чайковского |
|                         |  |                           |
|                         |  |                           |